# Bányai István (grafikus)
Bányai István (Budapest, 1949. február 27. – New York, 2022. december 15.) illusztrátor, tervezőgrafikus, animációsfilm-rendező.

## Pályafutása
1969 és 1972 között a Magyar Iparművészeti Főiskolán tanult, Mesterei Haiman György és Kass János voltak. A MOKÉP-nak filmplakátokat, a Móra Ferenc Könyvkiadónak illusztrációkat, a Hungaroton számára pedig lemezborítókat készített, emellett animációs filmmel is foglalkozik. 1980-ban kiköltözött Párizsba, ahol egy évet töltött, a Hachette és a Le Monde kiadó, valamint a L'Expansion magazin munkatársa volt. 1981-ben Los Angeles tette át lakhelyét, itt a Times, a Newsweek és az Atlantic Monthly számára készített illusztrációkat, valamint az MCA, a CBS és a Capitol Recordsnak lemezborítókat. A Viking Kiadónál megjelent gyerekkönyvei sikeresek voltak. A Perspektíva-csoport tagja. 2001-től a The New Yorkernek is készített címlapképeket.

## Könyvillusztrációi
- Grimm, J.-W.: A méhkirálynő, Budapest, 1972
- Jobbágy K.: Líra négy keréken, Budapest, 1979
- Kamarás I.: Sárkányos mese igaziból, Budapest, 1979

## Egyéni kiállítások
- 1976 – Helikon Galéria, Budapest

## Válogatott csoportos kiállítások
- 1974 – Nemzetközi Plakátbiennálé, Varsó
- 1977 – Postheater, Haus am Lützowplatz, Berlin
- 1978, 1980, 1994 – Országos Alkalmazott/Tervező Grafikai Biennálé, Békéscsaba
- 1978 – Perspektíva, Városi Tanács Kiállítóterem, Pécs
- 1979 – Perspektíva, Szajna Galéria, Varsó, Perspektíva III., Vasas Galéria, Miskolc
- 1986 – 100 + 1 éves a magyar plakát, Műcsarnok, Budapest
- 1992 – Drawn to America, Parson s School, New York
- 1996 – Plakát Parnasszus II., Szt. Korona Galéria, Székesfehérvár

## Művek közgyűjteményekben
Magyar Nemzeti Galéria, Budapest – Munkácsy Mihály Múzeum, Békéscsaba – Országos Széchényi Könyvtár, Budapest.

## Díjak, elismerések
- 1975: az Év Legjobb Plakátja nívódíja
- 1978: nívódíj és fődíj
- 1994: az Expo kabalafigura-pályázat I. díja.